# Серра-Сан-Куїрико
Серра-Сан-Куїрико (італ. Serra San Quirico) — муніципалітет в Італії, у регіоні Марке,  провінція Анкона.
Серра-Сан-Куїрико розташована на відстані близько 180 км на північ від Рима, 45 км на південний захід від Анкони.
Населення — 2879 осіб (2014).
Щорічний фестиваль відбувається 15 липня. 

## Демографія
Населення за роками:

Станом на 1 січня 2023 року в муніципалітеті офіційно проживало 177 іноземців з 32 країн, серед них 56 громадян країн Євросоюзу та 6 громадян України.

## Сусідні муніципалітети
- Апіро
- Арчевія
- Купрамонтана
- Фабріано
- Дженга
- Мерго
- Поджо-Сан-Вічино